# カトリック黒崎教会 (長崎教区)
カトリック長崎大司教区が管轄するカトリック黒崎教会（カトリックくろさききょうかい）は、長崎県長崎市旧外海町にある、キリスト教（カトリック）の聖堂。

## 概要
- 明治時代に外海地区で産業振興や社会福祉に貢献したフランス人宣教師ド・ロ神父が1897年（明治32年）に指導で敷地が造成され、20年以上をかけて、1920年（大正9年）に完成した。ステンドグラスが印象的である[1]。
- 遠藤周作の小説『沈黙』の舞台になったことと隠れキリシタンとカトリック教徒が共存していることで有名。